# Josephsburg (metrostation)
Josephsburg is een metrostation in de wijk Berg am Laim van de Duitse stad München. Het station werd geopend op 29 mei 1999 en wordt bediend door lijn U2 van de metro van München.